# Faunis phaon
Faunis phaon är en fjärilsart som beskrevs av Wilhelm Ferdinand Erichson 1843. Faunis phaon ingår i släktet Faunis och familjen praktfjärilar. Inga underarter finns listade i Catalogue of Life.